# سيقا
سيقا (باللاتينية: Siga)     هي مدينة أثرية تقع في بلدية ولهاصة على بعد 12 كم جنوب غرب بني صاف في ولاية عين تموشنت و كانت عاصمة مملكة ماسيسيليا. اتخذها الملك صيفاكس عاصمة له.

## التسمية
سمّيت المدينة سيقا نسبة إلى (السُقيا) والرّي وكثرة سواقي الماء؛ لأنها تطلّ على «نهر أمبساغا»، ولازدهار الزراعة فيها بخاصّة الزيتون وصناعة زيت الزيتون، والعنب، وصناعة النبيذ، والمواد الغذائية.

## تاريخ
تاريخ سيقا القديم ظهرت حضارة نوميديا الأمازيغية في بلاد المغرب العربي، في القرن الرابع قبل الميلاد، حيث استعمرت قبائل البربر (الأمازيغ) السفوح والقمم من سلسلة جبال أطلس ذات الطبيعة القاسية، فكانت الطبقة النباتيّة مختلفة وما يتناسب معها من حيوانات أيضاً، وأقامت تلك القبائل فترة طويلة من الزمان في جماعات؛ حيث ثبت لهم نهج ونظام حياة جماعية مشتركة، وأصبحت لهم حضارة خاصّة واضحة المعالم بعادات أهلها وسُبل معيشتهم، وازدهرت على يديهم الزراعة والحرف اليدويّة، وتفننوا في إقامة: الأبنية، والأسواق، والمدرجات، والقصور. أهمية مدينة سيقا الموقع البحري مدينة سيقا كسائر المدن المجاورة، منذ عصورها الأولى وقبل التاريخ الميلادي ازدهرت فيها حركة التجارة البحرية على الساحل المغاربي، مقابل السواحل الأوروبية وبخاصة الإيطالية، فكان يمتد على الساحل عدد من المواقع الهامة تجارياً، وزراعياً، وصناعياً منها مدينة «سيقا»، ولا شك في أنّ وجود آثار الفينيقيين و الرومان في سيقا دليل على الإرتباط بهذه الحضارات القديمة. الموقع البري تقع سيقا أيضاً على طريق القوافل التجارية براً؛ حيث كانت تصل القوافل التجارية من وإلى شرق أسيا حيث الصين، وإلى حدود الهند، والعراق، وبلاد فارس (إيران)، وبلاد الشام، ونجد، والحجاز بالجزيرة العربية، واليمن، والصومال، ومصر، وبلاد الحبشة والكثير من المراكز التجارية الإقليمية أنذاك، ممّا أدّى إلى تمازج بين حضارة الأمازيغ و الفنيقيين والحضارات الأخرى، بثقافاتها على عدّة أصعدة، الأمر الذي أكسبها الازدهار الدائم، واستقطاب ونشر تصاميم، ومعالم متجدّدة. شؤون أخرى تعاقب على نوميديا حقب تاريخية حافلة مع الكنعانيون، والرومان، والعموريون، والكادميون، وكانت سيقا مثال لكل التطوّرات، بما استفادت من تلك التنقّلات، فكانت المنطقة بأكملها محطّ أنظار الاستعمار، وكثيراً ما تعرّضت للغزو والسيطرة عليها، لما لها من موقع وتاريخ حضاري متميّز منذ آلاف السنين؛ لذا تم تقسيم نوميديا لعدّة مرات كالتفصيل الآتي: قسمت إلى قسمين أو مملكتين يفصل بينهما نهر أمبساغا: القسم الشرقي، كان تحت سيطرة قبيلة الماسيل، وعاصتها سيرتا (قسنطينة حاليا)، القسم الغربي، كان تحت سيطرة قبيلة الماسيسيل، وعاصمتها مدينة «سيقا» بولاية عين تموشنت، وقسمت مملكة نوميديا من جديد بعد وفاة الملك النوميدي ماسينيسا.

## طالع أيضًا
- موريطانيا القيصرية
- نوميديا